# Стролл (танец)
Стролл (англ. The Stroll; в переводе на русский — «прогулка») — название медленного рок-н-ролльного танца и песни, которая была популярна в конце 1950-х годов.
В декабре 1957 года на страницах журнала Billboard впервые было напечатано предположение, что «Стролл» может стать началом нового всеобщего танцевального помешательства, подобно «Биг Эпплу» в 1930-х.
В стролле две линии танцоров, мужчины с одной стороны и женщины с другой, стоят лицом друг к другу, двигаясь в такт музыке. Затем каждая пара выходит и исполняет более сложный танец вверх и вниз между рядами танцующих. Дик Кларк отметил сходство этого танца с Виргинской кадрилью. Первое исполнение танца на американском телевидении состоялось во время передачи American Bandstand под песню «See See Rider» Чака Уиллиса. Композиция «Rumble» Линка Рэя также был очень популярной мелодией среди любителей стролла.
В 1957 году группа The Diamonds выпустила песню под названием «The Stroll», ставшую хитом в Соединённых Штатах.
Когда в 1970-х появилась мода на ностальгию по 1950-м, к строллу вернулся повышенный общественный интерес. Так, он фигурирует в нескольких культовых произведениях: в фильме «Американские граффити» (1973) во время сцены танцев в средней школе, и несколько раз упоминается в популярном мюзикле «Бриолин». В песне группы Led Zeppelin «Rock and Roll», своеобразном  оммаже 1950-м годам, также упоминается этот танец.
Стролл был неотъемлемой частью большинства эпизодов танцевальной телепередачи Soul Train, ведущий и создатель которой Дон Корнелиус окрестил этот танец «Истоками Soul Train».